# János Szász
Dans le nom hongrois Szász János, le nom de famille précède le prénom, mais cet article utilise l’ordre habituel en français János Szász, où le prénom précède le nom.
János Szász est un réalisateur hongrois né le 14 mars 1958 à Budapest.

## Biographie
Fils du réalisateur Péter Szász (1927–1983), János Szász est diplômé de l'École supérieure d'art dramatique et cinématographique (Színház- és Filmművészeti Főiskola) de Budapest en 1983 (dramaturge) et en 1986 (réalisateur).
Depuis 2000, il est professeur à l'Université d'art dramatique et cinématographique de Budapest, professeur principal dès 2002, et professeur agrégé depuis 2008.

## Filmographie partielle
- 1983 : Tavaszi zápor
- 1984 : Escorial
- 1985 : A léderer-ügy
- 1987 : Utóirat
- 1990 : Szédülés
- 1994 : Woyzeck
- 1997 : Witman fiúk, projeté au festival de Cannes (section Un certain regard)
- 1998 : Temetés
- 2000 : A Holocaust szemei
- 2007 : Ópium: Egy elmebeteg nő naplója (es)
- 2013 : Le Grand Cahier (A nagy füzet)
- 2015 : Michigan (en pré-production)
- 2016 : Cross My Mind (en pré-production)
- 2016 : And the Rat Laughed (en projet)

## Distinctions
- 20e festival international du film de Moscou
  - Saint George d'argent : Meilleur réalisateur  pour The Witman Boys
- Festival international du film de Thessalonique 1994
  - Meilleur réalisateur pour Woyzeck
- Âge d'or de 1997
  - Les Garçons Witman
- Festival de Karlovy Vary 2013
  - Globe de cristal du meilleur film pour Le Grand Cahier (The Notebook)